# Michael Flynn
Michael Thomas Flynn (n. 24 decembrie 1958, Middletown⁠(d), Rhode Island, SUA) este un general-locotenent pensionat al Armatei Statelor Unite ale Americii, care a fost al 24-lea consilier pentru securitate națională a SUA timp de 22 de zile la începutul administrației Trump. El și-a dat demisia din cauza dezvăluirilor că a mințit în legătură cu conversațiile cu Serghei Kislyak. Flynn a avut un rol important în elaborarea strategiei SUA în combaterea terorismului și în dezmembrarea rețelelor de insurgenți din războaiele din Afganistan și Irak, și i-au fost atribuite numeroase misiuni de nivel înalt de informații și luptă convențională. A fost al 18-lea director al Agenției de Informații pentru Apărare din iulie 2012 până la retragerea sa forțată din armată în august 2014. În timpul mandatului său, a ținut o prelegere despre conducere la sediul din Moscova al direcției de informații militare ruse GRU, fiind primul oficial american care a primit intrarea în acest sediu.
După retragerea din armată în octombrie 2014, Flynn a înființat Flynn Intel Group, care a oferit servicii de consultanță în informații pentru companii și guverne, inclusiv în Turcia. În decembrie 2015, el a fost plătit cu 45.000 de dolari pentru a susține un discurs la Moscova la aniversarea a 10 ani a RT, o rețea de televiziune internațională controlată de statul rus, unde a luat masa alături de președintele rus Vladimir Putin.
În februarie 2016, Flynn a devenit consilier pentru securitate națională al lui Trump pentru campania sa prezidențială din 2016 .   În martie 2017, Flynn s-a înregistrat retroactiv ca agent străin, recunoscând că în 2016 a desfășurat activități de lobby plătite de care ar fi putut beneficia guvernul Turciei.   Pe 22 ianuarie 2017, Flynn a depus jurământul ca consilier pentru securitate națională.  Pe 13 februarie 2017, el a demisionat după ce au apărut informații că l-a indus în eroare pe vicepreședintele Mike Pence și pe alții cu privire la natura și conținutul comunicărilor sale cu ambasadorul rus în Statele Unite, Serghei Kislyak .    Mandatul lui Flynn ca consilier pentru securitate națională este cel mai scurt din istoria funcției.  